# Escrime aux Jeux olympiques d'été de 2004
Navigation
Sydney 2000 Pékin 2008
Cette page présente les résultats des compétitions d'escrime aux Jeux olympiques d'été de 2004. Pour la première fois, le sabre féminin est introduit dans la compétition.

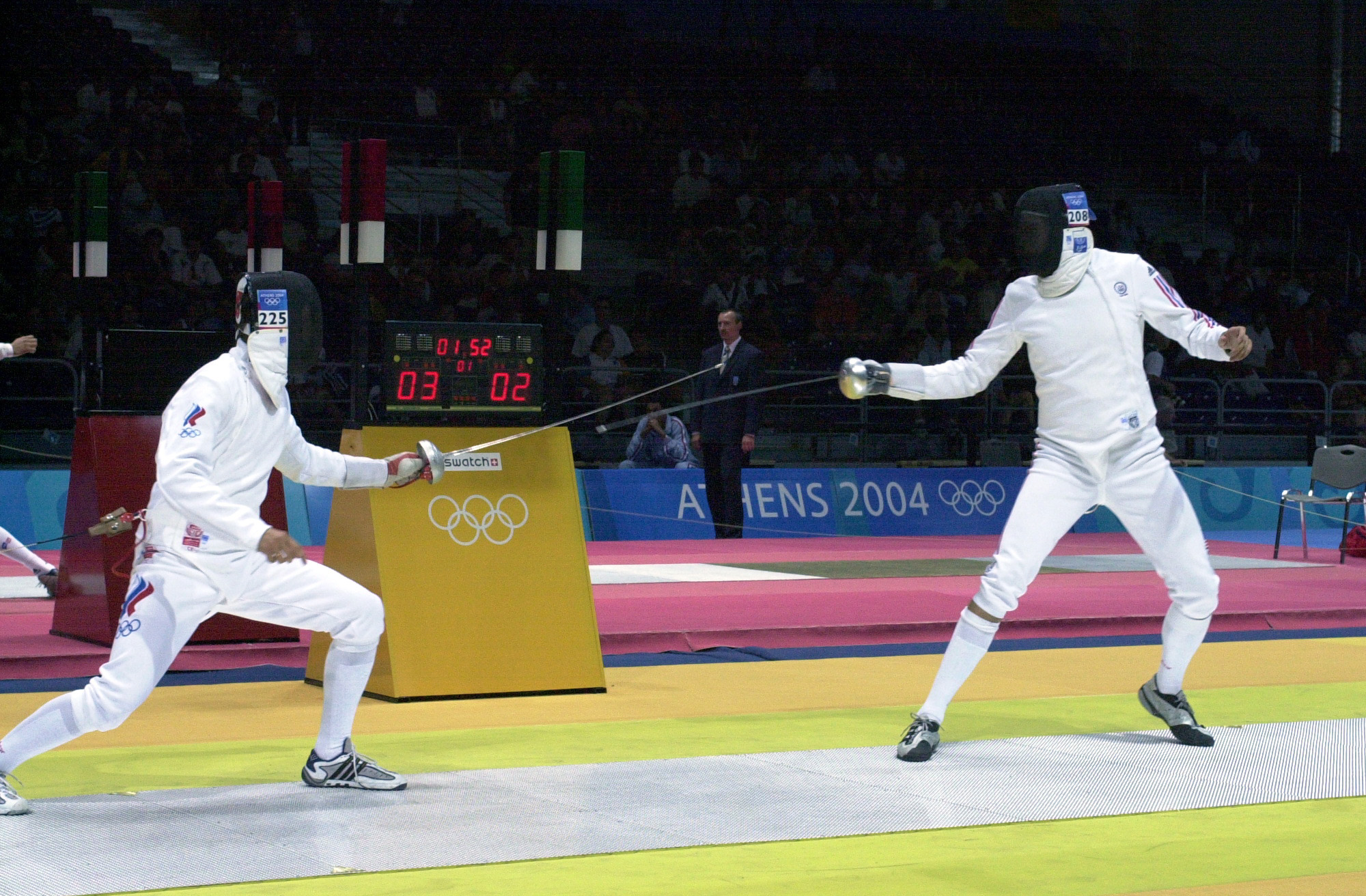
Seth Kelsey (à droite) et (à gauche), lors de la compétition d'épée masculine individuelle.

## Lieu de la compétition
Les rencontres d'escrime ont lieu au Complexe olympique d'Helliniko, il y a six épreuves pour les hommes et quatre pour les femmes réparties comme suit :
Pour les femmes :
- Épée individuelle
- Épée par équipes
- Fleuret individuel
- Sabre individuel

Pour les hommes : 
- Épée individuelle
- Épée par équipes
- Fleuret individuel
- Fleuret par équipes
- Sabre individuel
- Sabre par équipes

## Règles
- La victoire des rencontres individuelles est décernée au premier des concurrents ayant obtenu 15 points (touches), ou à celui en ayant le plus à la fin du temps règlementaire de l'assaut.
- Dans les rencontres par équipe, chacun des escrimeurs d'une équipe rencontre tour à tour tous les escrimeurs de l'équipe adverse, soit 9 reprises de 3 minutes chacune avec un maximum de 10 touches par escrimeur. La victoire est décernée à la première équipe à 45 ou à celle ayant le plus haut score à la fin du temps règlementaire.
- Les touches sont comptabilisées en fonction de la lame utilisée et de la zone de touche :  en sabre, la pointe et le tranchant de la lame permettent de marquer des points (ce qui n'est pas le cas à l'épée et au fleuret). Les zones ciblées par les touches sont situées sur tout le corps à l'épée, sur le plastron au fleuret et le haut du corps au sabre.

## Résultats

### Podiums masculins
| Épreuves                                | Or                                                            | Argent                                                       | Bronze                                                                          |
| --------------------------------------- | ------------------------------------------------------------- | ------------------------------------------------------------ | ------------------------------------------------------------------------------- |
| Épée individuelle résultats détaillés   | Marcel Fischer (SUI)                                          | Wang Lei (CHN)                                               | Pavel Kolobkov (RUS)                                                            |
| Épée par équipes résultats détaillés    | France Érik Boisse Fabrice Jeannet Jérôme Jeannet Hugues Obry | Hongrie Gábor Boczkó Géza Imre Iván Kovács Krisztián Kulcsár | Allemagne Jörg Fiedler Sven Schmid Daniel Strigel                               |
| Fleuret individuel résultats détaillés  | Brice Guyart (FRA)                                            | Salvatore Sanzo (ITA)                                        | Andrea Cassarà (ITA)                                                            |
| Fleuret par équipes résultats détaillés | Italie Andrea Cassarà Salvatore Sanzo Simone Vanni            | Chine Dong Zhaozhi Wang Haibin Wu Hanxiong Ye Chong          | Russie Renal Ganeyev Yury Molchan Ruslan Nasibulin Vyacheslav Pozdnyakov        |
| Sabre individuel résultats détaillés    | Aldo Montano (ITA)                                            | Zsolt Nemcsik (HUN)                                          | Vladyslav Tretyak (UKR)                                                         |
| Sabre par équipes résultats détaillés   | France Julien Pillet Damien Touya Gaël Touya                  | Italie Aldo Montano Giampiero Pastore Luigi Tarantino        | Russie Aleksey Dyachenko Stanislav Pozdniakov Sergey Sharikov Aleksey Yakimenko |

### Podiums féminins
| Épreuves                               | Or                                                                       | Argent                                                  | Bronze                                                                           |
| -------------------------------------- | ------------------------------------------------------------------------ | ------------------------------------------------------- | -------------------------------------------------------------------------------- |
| Épée individuelle résultats détaillés  | Tímea Nagy (HUN)                                                         | Laura Flessel-Colovic (FRA)                             | Maureen Nisima (FRA)                                                             |
| Épée par équipes résultats détaillés   | Russie Karina Aznavourian Oksana Yermakova Tatiana Logunova Anna Sivkova | Allemagne Claudia Bokel Imke Duplitzer Britta Heidemann | France Sarah Daninthe Laura Flessel-Colovic Hajnalka Kiraly-Picot Maureen Nisima |
| Fleuret individuel résultats détaillés | Valentina Vezzali (ITA)                                                  | Giovanna Trillini (ITA)                                 | Sylwia Gruchała (POL)                                                            |
| Sabre individuel résultats détaillés   | Mariel Zagunis (USA)                                                     | Tan Xue (CHN)                                           | Sada Jacobson (USA)                                                              |

## Tableau des médailles
| Rang | Nation     | Or | Argent | Bronze | Total |
| ---- | ---------- | -- | ------ | ------ | ----- |
| 1    | Italie     | 3  | 3      | 1      | 7     |
| 2    | France     | 3  | 1      | 2      | 6     |
| 3    | Hongrie    | 1  | 2      | 0      | 3     |
| 4    | Russie     | 1  | 0      | 3      | 4     |
| 5    | États-Unis | 1  | 0      | 1      | 2     |
| 6    | Suisse     | 1  | 0      | 0      | 1     |
| 7    | Chine      | 0  | 3      | 0      | 3     |
| 8    | Allemagne  | 0  | 1      | 1      | 2     |
| 9    | Pologne    | 0  | 0      | 1      | 1     |
| 9    | Ukraine    | 0  | 0      | 1      | 1     |